# Bauriinae
Los baurinos (Bauriinae) son una subfamilia de los terápsidos. Es una de las dos subdivisiones de la familia Bauriidae, siendo la otra la Nothogomphodontinae.